# F.P. Alvares
F.P. Alvares – portugalski rugbysta, jednokrotny reprezentant Portugalii w rugby union mężczyzn. Jego jedynym meczem w reprezentacji było spotkanie z Hiszpanią, które zostało rozegrane 5 kwietnia 1954 w Madrycie.